# Hill Patwin
Hill Patwin, ogranak kalifornijskih Patwin Indijanaca, plemena porodice Copehan čija se plemensako područje nalazilo u Dolini Capay i susjednim krajevima. Govorili su vlastitim dijalektom jezika wintun. 
Njihovi suvremeni potomci su Yocha Dehe. Pleme od 2006. radi na očuvanju jezika održavajući nastavu na tradicionalnom dijalektu jezika Hill Patwin.
Pleme Yocha Dehe je suverena indijanska nacija priznata od strane Sjedinjenih Država, i kao takva djeluje prema vlastitom ustavu i podzakonskim aktima plemena. Plemensko vijeće donosi zakone koji upravljaju njegovim suverenim zemljama i poduzećima.

## Nekadašnja sela i tribeleti
Kod starih Hill Patwina postojalo je više sela i tribeleta od kojih su neka bezimena, a navodi ih Alfred Kroeber
- Južno od Cache nisu poznata imena tribeleta osim sela koja se zovu Suskol, Tuluka, Ula-to, Topai-dihi, and Liwai-to.
- Na Lower Cache Creek (Barrett navodi) Pulupulu, Churup, Kachituli, također Moso (dolina Capay).
- C. H. Merriam (1929) daje Kopa' (Kope) (u širokom ravnom dijelu doline Capay kod Brooksa), i Kroeber (1932) Hacha (3 milje od Capaya)
- Kisi, selo uzvodno na Cache Creeku, možda je bilo plemensko središte.
- Imil selo očito na plemenskom teritoriju (u blizini Guinde), i Suya, selo (pola milje sjeverno od Guinde), pored toga 16 naseljenih mjesta koje je spomenuo jedan kazivač.
- Lopa i Tebti (na ili blizu Cache Creeka), sela koja vjerojatno pripadaju nekom tribeletu.
- Sukui-sel; čije je glavno selo bio Sukui (2-3 milje iznad Sulfur Creeka).
- Kuikui, selo je bilo Sukui (2-3 milje iznad Sulphur Creeka).
- Kuikui, selo (na Cache Creeku 2 milje ispod ušća Bartletta), i Opi, selo (na Cache Creeku na ušću Bartletta), vjerojatno pripadalo nekom tribeletu.
- Tebti-sel, uključujući sela Tebti (na Bartlett Creeku na ušću Long Valley Creeka) i Helu'supet ili Helu'sapet (nizvodno unutar 2 ili 3 milje od Cache Creeka).
- Lol-sel, nalazi se u selu A'li-ma-ti'nbe (oko 5 milja uz Long Valley Creek).
- Loli (ili na Bartlett Creeku 3 milje od Tebtija ili u Indian Valleyju) bilo je selo neimenovanog tribeleta.
- Wor-pa'ntibe, čije je jedno od sela bilo Wa'i-taluk (u dolini Morgan južno od Cache Creeka).
- Tsuhel-mem ili Chuhel-mem, selo na Indian Creeku iznad Ladoga i Kabal-mem ili Kabel-mem,
- tribelet zvan Edi' ili Edi'la.
- tribelet sa selima u Bahka(labe) (nedaleko od ušća Indian Creeka).
- Kula'(-la); and Dikikala'i ( (nizvodno od Bahka).
- Yakut (na Sand Creeku), možda tribelet
- Wa'ikau-sel, sa selima u Let(-labe) (blizu Cortina Creeka).
- Wa'ikau (na glavnom Cortina Creeku), a možda i Kotu (jedna i pol ili 2 milje uzvodno od Wa'ikau).
- tribelet u Pone (na Grapevine Canyon ili Road, tri ili više milja sjeverno od Sites).
- Potba-sel, ili selo Potba(-labe)

## Vanjske poveznice
- Yocha Dehe Wintun Nation